# Шва примум
Шва примум (от ивр. שְׁוָא [ʃˈva] — ничто и лат. primum — первый, шва индогерманикум) — условное обозначение реконструируемого праиндоевропейского звука, который в современных исследованиях обозначается как *ə₁ или ə₁. Этот звук, как предполагается, находился в праиндоевропейском языке на месте краткого гласного нейтрального качества, который позднее трансформировался в другие гласные в дочерних индоевропейских языках.

## Отражение в индоевропейских языках
В различных индоевропейских языках шва примум развился по-разному. Наиболее ярким примером можно считать санскрит, где этот звук преобразовался в гласный [i]. В греческом и латинском языках также наблюдаются преобразования, однако они более сложны и варьируются в зависимости от положения звука в слове.